# Sinocrassula ambigua
Sinocrassula ambigua är en fetbladsväxtart som först beskrevs av Praeger, och fick sitt nu gällande namn av Alwin Berger. Sinocrassula ambigua ingår i släktet Sinocrassula och familjen fetbladsväxter. Inga underarter finns listade i Catalogue of Life.